# Archos GamePad
À l'occasion du salon IFA 2012, la société française Archos a dévoilé sa nouvelle tablette / console de jeu : l'Archos GamePad.

## Boutons physiques
Les tablettes tournent sous le système d'exploitation mobile Android 4.1 et elle est dotée de boutons physiques destinés aux jeux vidéo : notamment deux joysticks analogiques ainsi qu'un pavé directionnel numérique. Elle permet de jouer aux jeux du Google Play, la plateforme d'application d'Android. Certains jeux sont déjà compatibles avec les boutons physiques de la GamePad mais pour les autres Archos a développé une technologie brevetée qui permet de détecter les contrôles virtuels affichés à l'écran et de les associer aux boutons physiques de la tablette/console.

## Disponibilité
Lors du salon IFA, Archos n'a pas présenté de prototype de la GamePad mais seulement une représentation 3D bien qu'elle ait été annoncée comme officiellement commercialisée à partir de la fin du mois d'octobre à moins de 150 €. Elle est finalement sortie le 7 décembre 2012 en magasin.